# Flatoidinus calliger
Flatoidinus calliger är en insektsart som först beskrevs av Gerstaecker 1895.  Flatoidinus calliger ingår i släktet Flatoidinus och familjen Flatidae. Inga underarter finns listade i Catalogue of Life.